# Малдасена, Хуан
Хуа́н Марти́н Малдасе́на (исп. Juan Martín Maldacena; род. 10 сентября 1968 года, Буэнос-Айрес, Аргентина) — аргентинский и американский физик-теоретик; широкую известность получил благодаря открытию наиболее правдоподобной реализация голографического принципа — АдС/КТП-соответствия (между антидеситтеровским пространством и конформной теорией поля), установившего взаимосвязь между теорией струн и {\displaystyle N=4}-суперсимметричной теорией Янга — Миллса.
Высшее образование получил в Институте Балсейро в Барилоче (Аргентина). Получив под руководством Кёртиса Каллана степень доктора философии в Принстоне, Малдасена стал профессором факультета естественных наук в принстонском Институте передовых исследований.
В 2013 году в соавторстве с Леонардом Сасскиндом анализировал парадокс файервола чёрной дыры, утверждая, что парадокс может быть разрешён, если частицы в запутанном квантовом состоянии соединены крошечными «кротовыми норами».
Член Американской академии искусств и наук (2007). Член Папской академии наук и Национальной академии наук США (обеих — с 2013).
Награды и отличия:
- Стипендия Мак-Артура (1999)
- Саклеровская премия[нем.] (2000)
- Basilis Xanthopoulos International Award (2001)
- Золотая медаль Пия XI (2002)
- Премия Дэнни Хайнемана в области математической физики от Американского физического общества (2007)
- Медаль Дирака от Международного центра теоретической физики имени Абдуса Салама (2008)
- Премия по фундаментальной физике (2012) за разработку теории, связывающей гравитационную физику в пространстве-времени с квантовой теорией поля[7].
- Медаль Оскара Клейна (2012)
- Премия имени И. Я. Померанчука (2012)
- Медаль Альберта Эйнштейна бернского Общества Альберта Эйнштейна (2018)[8]
- Salam Distinguished Lecture (2019)